# Neko Mulally
Nicholas „Neko” Mulally (ur. 19 lutego 1993 w Reading) – amerykański kolarz górski, wicemistrz świata juniorów.

## Kariera
Pierwszy sukces w karierze Neko Mulally osiągnął w 2010 roku, kiedy zdobył srebrny medal w kategorii juniorów podczas mistrzostw świata w Mt-Sainte-Anne. W zawodach tych przegrał jedynie z Troyem Brosnanem z Australii. W 2013 roku wystartował w kategorii elite na mistrzostwach świata w Pietermaritzburgu, zajmując czternastą pozycję. W zawodach Pucharu Świata po raz pierwszy na podium stanął 26 kwietnia 2014 roku w australijskim Cairns, gdzie zajął trzecią pozycję. W sezonie 2014 nie stawał już na podium i w klasyfikacji końcowej zajął ostatecznie dwunaste miejsce.